# Lil' ½ Dead
Donald Smith (Long Beach, Kalifornija, SAD, 13. rujna 1974.), bolje poznat po svom umjetničkom imenu Lil' ½ Dead (poznat i kao Lil' Half Dead) je američki reper, pjevač i tekstopisac. Njegovo umjetničko ime je bazirano na liku Half Deadu iz filma Penitentiary. On je rođak hip hop izvođačima Butchu Cassidyju, Snoop Doggu, te pokojnom Nateu Doggu. Svoju glazbenu karijeru je započeo 1993. godine s grupom Nine Inch Dix.
Godine 1994. je objavio prvi studijski album The Dead Has Arisen koji je proizveo dva singla "Had to Be a Hustler", od kojih je "12 Pacofdoja" promotivni singl. Dvije godine kasnije je objavio svoj drugi studijski album Steel on a Mission na kojem se nalazi singl "Southern Girl", te dva promotivna singla "Low Down" i "Young HD".

## Diskografija
Studijski albumi
- The Dead Has Arisen (1994.)
- Steel on a Mission (1996.)

## Filmografija
Filmovi
- Boss'n Up (2005.)

Dokumentarci
- DPG Eulogy (2006.)

## Vanjske poveznice

### Službene stranice
- Lil' ½ Dead na MySpaceu

### Profili
- Lil' ½ Dead na Allmusicu
- Lil' ½ Dead Arhivirana inačica izvorne stranice od 25. veljače 2012. (Wayback Machine) na Discogsu
- Lil' ½ Dead na Billboardu
- Lil' ½ Dead[neaktivna poveznica] na Yahoo! Musicu
- Lil' ½ Dead na Internet Movie Databaseu